# Nekropole von Monte Siseri

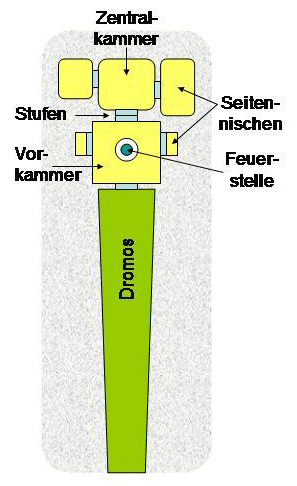
Schema eines Domus de Janas (mit anderen Proportionen und Details)

Die Nekropole von Monte Siseri (auch S’Incantu genannt) liegt im Tuffgestein des Monte Siseri nördlich von Putifigari in der Metropolitanstadt Sassari auf Sardinien und stammt aus dem sardischen Äneolithikum.
Die Nekropole besteht aus vier Domus de Janas (deutsch „Häuser der Feen“), von denen dasjenige mit dem bemalten Reliefdekor besonders erwähnenswert ist. Der Grundplan der Anlage ist T-förmig, wobei ein langer Dromos zu einer rechteckigen Vorkammer mit dahinter liegender Hauptkammer und seitlichen Nebenkammern führt.

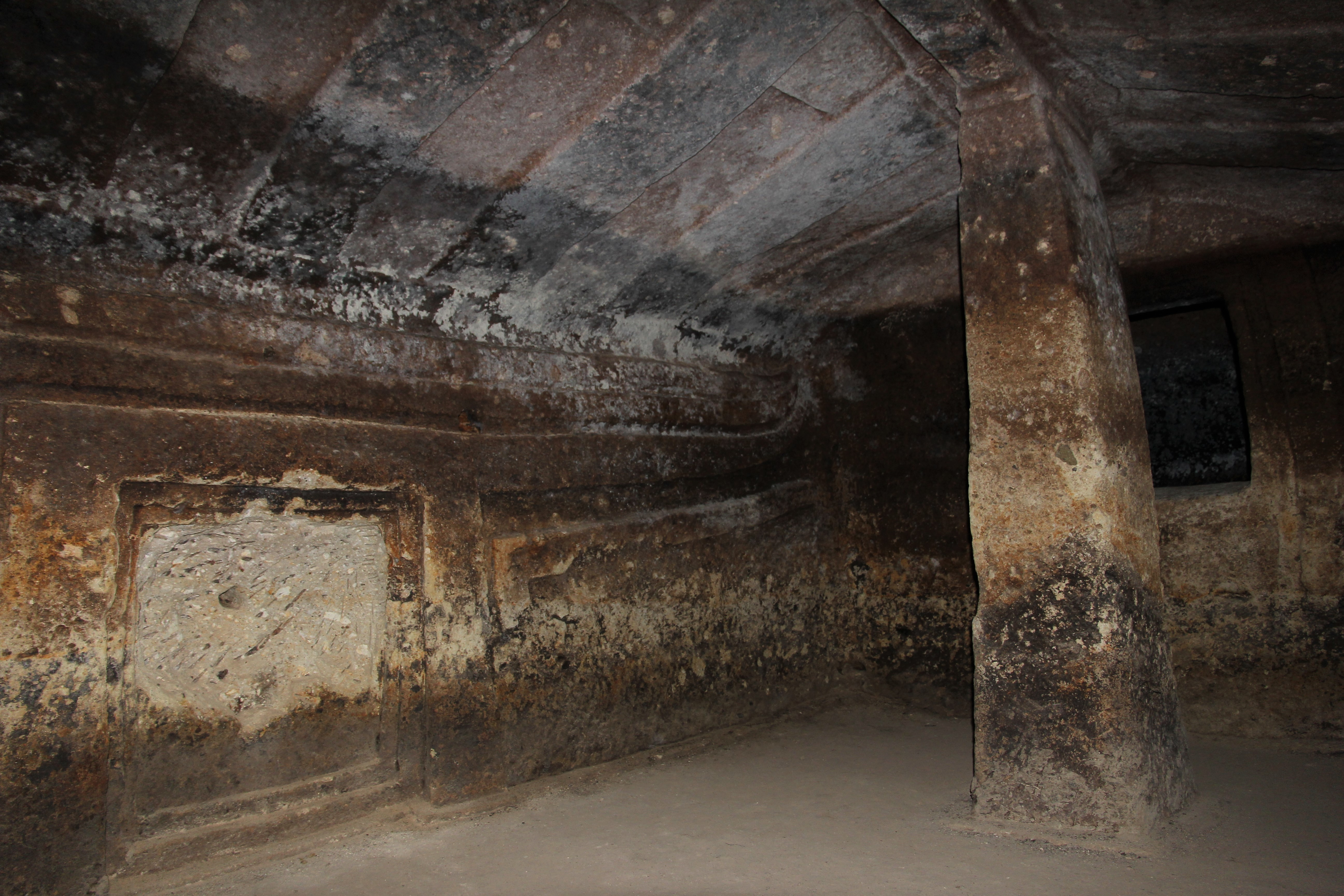
Tomba de S'Incantu

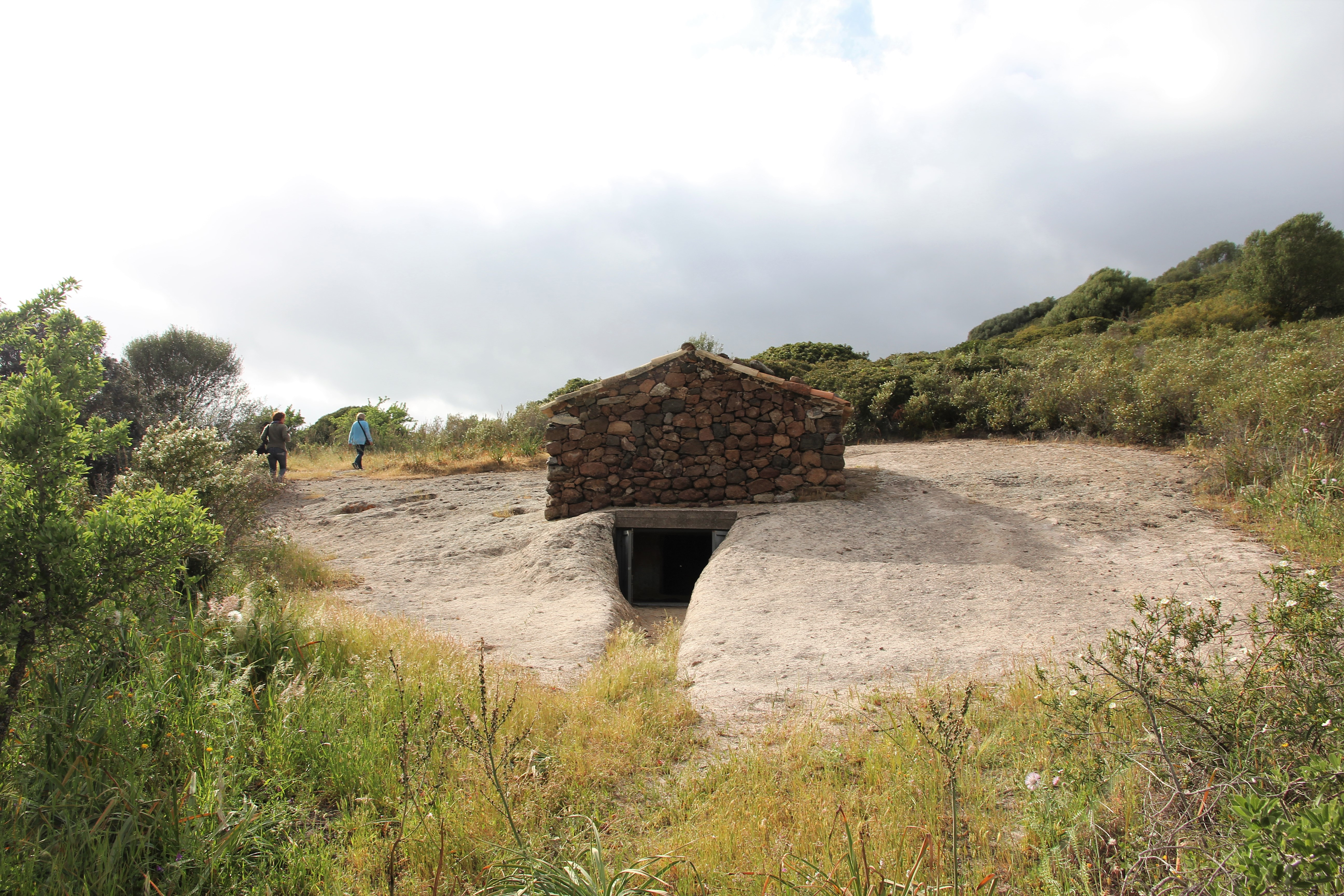
Nekropole von Monte Siseri

Die Vorkammer ist durch einen im Osten liegenden Zugang mit rot bemalten Türrahmen zu betreten. Eine kurze Stufenfolge überwindet den Höhenunterschied zwischen Dromos und Vorkammer. Um die Vorkammer führt an der Basis ein schmaler, flacher Rahmen, vier Pilaster und ein doppeltes horizontales Band unter der Decke bilden die Wände, während die nur teilweise erhaltene Decke ein hölzernes Satteldach nachahmt. An den Seitenwänden befinden sich zwei rote Scheintüren, begrenzt von einem breiten Doppelrahmen und horizontalen Streifen. Über den Türen füllen drei geschwungene „Stierhörner“ den Raum bis zur Decke aus.
Die zentrale Kammer ist quergestellt, 5,9 m breit, 3,3 m tief und 2,2 m hoch. Die Decke imitiert ein Satteldach in Flachrelief mit zentralem Firstbalken und sieben schwarzen Querträgern pro Seite, während die Räume zwischen den Balken rot sind. Auf der Achse des Raumes sind zwei quaderartige Säulen platziert. Zu beiden Seiten befinden sich stilisierte Stiergehörn-Protomen. In der Raummitte befinden sich am Boden vier erhabene konzentrische Kreisrahmen und eine halbkugelförmige Eintiefung von etwa 1,0 m Durchmesser. Die Wand gegenüber dem Zugang zeigt eine Scheintür mit Doppelrahmen, dreifach gekrönt mit 5,85 m langen stilisierten endgebogenen Stierhörnern. Seitlich der Scheintür ist ein weiteres Hörnerpaar dargestellt. Die Seitenwände haben Eingänge zu den Nebenkammern, deren Türen mit einem großen dreifachen Rahmen verziert sind. Die beiden Seitenkammern sind unverziert. In der linken gibt es in der Wand einen kleinen ellipsenförmigen Alkoven.
Außerhalb der Domos de Janas liegt ein System von Kanälen, die das Eintreten von Regenwasser verhindern.